# Нягаме (озеро, исток реки Нягаме)
Нягаме — пресноводное озеро в Красноярском крае России, находится на западе Таймырского Долгано-Ненецкого района.
Расположено в западной части Северо-Сибирской низменности на северо-западе Таймырского полуострова, в левобережье реки Пясина, южнее устья реки Мокоритто. Приблизительно в 375 километрах к югу находится Норильск. Высота над уровнем моря — 83 м. Площадь озера — 48,6 км². Водосборная площадь — 142 км². Форма озера продолговатая, вытянута с севера на юг. Ручьями и протоками соединяется с соседними некрупными озёрами
Впадает несколько ручьёв и река Далдын (на востоке). Сток осуществляется через реку Нягаме, приток Нижней Буотангкаги (бассейн Пясины). Берега низкие, покрыты тундровой растительностью. 
Через озеро проходит северная граница Пуринского заказника. В окрестностях озера Нягаме 
были отмечены самцы диких северных оленей. 